# Mai Murakami
Mai Murakami (Japans: 村上茉愛, Murakami Mai) (Sagamihara, 5 augustus 1996) is een voormalige Japanse gymnaste. In 2017 en 2021 werd ze wereldkampioen op het onderdeel vloer, en op de Olympische Spelen in Tokio haalde ze in de vloerfinale de bronzen medaille.

## Carrière
In 2013 deed Murakami als zeventienjarige voor het eerst mee met de wereldkampioenschappen. Ze werd vierde in de vloerfinale.
In 2014 werd Murakami met het Japanse team achtste in de teamfinale van het wereldkampioenschap in Nanning.
Op de wereldkampioenschappen in 2015 werd het Japanse team vijfde. Individueel werd Murakami zesde in de meerkampfinale.
In 2016 werd Murakami geselecteerd om Japan te vertegenwoordigen op de Olympische spelen in Rio, samen met Asuka Teramoto, Aiko Sugihara, Yuki Uchiyama, en Sae Miyakawa. Het team ging door naar de finale en individueel kon Murakami zich kwalificeren voor vloer en meerkamp. Uiteindelijk werden ze vierdes in de teamfinale. Murakami eindigde op de veertiende plaats in de meerkampfinale, en in de vloerfinale werd ze zevende.
Op de wereldkampioenschappen in 2017 kwalificeerde ze zich voor de finales van meerkamp en vloer. Op meerkamp eindigde ze net naast het podium met een heel klein puntenverschil. In de vloerfinale won ze de gouden medaille, voor Jade Carey en Claudia Fragapane. Voor Japan is ze de eerste gymnaste met een gouden medaille op dit onderdeel, de enige andere Japanse gymnaste met een gouden medaille is Keiko Tanaka-Ikeda, die goud haalde op de balk in 1954.
In 2018 eindigde Murakami met het Japanse team op de zesde plek in de teamfinale van de wereldkampioenschappen. Individueel haalde ze zilver op meerkamp, na Simone Biles. Voor Japan was dit het beste resultaat ooit. Op vloer haalde ze de bronzen medaille, na Biles en Morgan Hurd.
In 2019 miste ze de wereldkampioenschappen door een blessure.
Op de Olympische Spelen in Tokio was Murakami deel van het Japanse turnteam samen met Hatakeda Hitomi, Hiraiwa Yuna en Sugihara Aiko. In de teamfinale werden ze vijfde. Individueel ging ze door naar de finales van meerkamp en vloer. In de meerkampfinale eindigde ze vijfde. Op vloer haalde ze de bronzen medaille, gedeeld met de Russische Angelina Melnikova, na Jade Carey en Vanessa Ferrari. Ze is de eerste Japanse gymnaste met een individuele olympische medaille.
In 2021 werden de wereldkampioenschappen turnen georganiseerd in Japan, in Kitakyushu. Murakami kon haar carrière eindigen met een mooie prestatie in haar thuisland: ze haalde de gouden medaille op vloer en de bronzen medaille op balk. Tijdens de medailleceremonie nam ze afscheid van de sport.

## Resultaten
| Jaar | Plaats                         | Resultaten                    |
| ---- | ------------------------------ | ----------------------------- |
| 2013 | Wereldkampioenschap Antwerpen  | 4e vloer                      |
| 2014 | Wereldkampioenschap Nanning    | 8e team                       |
| 2015 | Wereldkampioenschap Glasgow    | 5e team 6e meerkamp           |
| 2016 | Olympische Spelen Rio          | 4e team 7e vloer 14e meerkamp |
| 2017 | Wereldkampioenschap Montreal   | vloer · 4e meerkamp · 4e balk |
| 2018 | Wereldkampioenschap Doha       | meerkamp · vloer · 6e team    |
| 2021 | Olympische Spelen Tokio        | vloer · 5e meerkamp · team    |
| 2021 | Wereldkampioenschap Kitakyushu | vloer · meerkamp              |

· 1938: Matylda Pálfyová
· 1950: Helena Rakoczy  
· 1954: Tamara Manina
· 1958: Eva Bosáková  
· 1962: Larissa Latynina   
· 1966: Natalja Koetsjinskaja  
· 1970: Ljoedmila Toerisjtsjeva  
· 1974: Ljoedmila Toerisjtsjeva  
· 1978: Nelli Kim  
· 1979: Emilia Eberle  
· 1981: Natalia Ilienko  
· 1983: Ecaterina Szabo  
· 1985: Oksana Omelianchik  
· 1987: Jelena Sjoesjoenova / Daniela Silivaș
· 1989: Svetlana Boginskaja / Daniela Silivaș
· 1991: Cristina Bontaș / Oksana Tsjoesovitina
· 1992: Kim Zmeskal  
· 1993: Shannon Miller  
· 1994: Dina Kochetkova  
· 1995: Gina Gogean 
· 1996: Gina Gogean / Kui Yuanyuan
· 1997: Gina Gogean  
· 1999: Andreea Răducan  
· 2001: Andreea Răducan  
· 2002: Elena Gómez  
· 2003: Daiane dos Santos  
· 2005: Alicia Sacramone  
· 2006: Cheng Fei  
· 2007: Shawn Johnson  
· 2009: Beth Tweddle  
· 2010: Lauren Mitchell  
· 2011: Ksenia Afanasjeva
· 2013: Simone Biles
· 2014: Simone Biles
· 2015: Simone Biles
· 2017: Mai Murakami
· 2018: Simone Biles
· 2019: Simone Biles
· 2021: Mai Murakami
· 2022: Jessica Gadirova
· 2023: Simone Biles